# Самос
Самос (грч. Σαμός [], тур. Sisam adası) грчко је острво у Егејском мору у југоисточном делу Грчке. Налази се у близини егејске обале Мале Азије, тј. Турске. Главно место на острву је Вати, често називан и Самосом. Управно острво чини једину општину истоименог округа Самос периферије Северни Егеј. Највећи град на острву, Вати, је и управно средиште округа.

## Назив
У антици Самос је називан: Антемис (Anthemis), што значи „Цвјетајући"; Питуза (Pitioussa), „Четинарско острво"; Дријуза (Drioussa), „Острво јелки“, Кипаризија (Kyparissia), „Острво чемпреса"; Филас (Phillas), „Сухолисто острво“ као и Партенија (Parthenia), „Дјевичанско острво“ и Партеноаруза (Parthenoaroussa).

## Географија
Острво Самос налази се на крајњем истоку Грчке и најближе је веће грчко острво Турској. Источни крај острва је од турског копна одвојен каналом, широким свега пар километара. Острво је величине 468 km², дугачко 43 km у правцу исток-запад и широко 19 km у правцу север-југ.
Самос је брдовито острво. На њему се и налази једна од највећих планина у Егејском мору. Највише узвишење овог брдовитог острва је планина Керкетефс (Kerketeus), која је у старом добу била називана и именом Cercetus. Највиши врх планине је врх Вигла (1.433 m). Западни крај острва раније се називао Кантарион, Kantharion (Kap Domenikos), а источни крај Посејдон, Poseidion (Kap Gatos; данас Posidónio, грч. Ποσειδώνιο). Јужни крај је био називан Кап Колона (Kap Kolonna).
Клима на Самосу је средоземна. За вријеме љетних мјесеци на острву дува углавном јак вјетар (Углавном са сјевероистока), па је стога љетња жега прилично подношљива.

## Историја
Самос је био насељен око 3000. п. н. е. Пелазгима, Каријцима и Лелезима, али њих су касније потисли Јоњани из Епидаура.
У античко вријеме Самос је био значајан трговачки центар и био је од великог значаја за поморство. Између осталог, ово острво је било познато по својој црвеној, пресијавајућој керамици. Острво је постало посебно моћно за вријеме тиранина Поликрата (532−522. п. н. е.), који је на њему основао веома значајну поморску силу, али на крају га је персијски сатрап Ороитес намамио на лажне преговоре у Малу Азију, и тамо је био убијен. Поликратов брат Силосон напао је касније острво уз персијску помоћ и успио да завлада њиме као персијски сатрап, али уз страшна пустошења. Острвом је владао до 479. п. н. е., када је острво ослобођено битком код Микале.
Исте године острво Самос је постало члан Првог Делског савеза и то као члан који не плаћа порез. Устанак становништва који је избио 440. п. н. е. бијаше угушен од стране Перикла, тако да је Самос поново постао вазал Атине. Током Пелопонеског рата (431−404. п. н. е.) Самос је ратовао на страни Атине против Спарте, те је атинској флоти дао једну своју луку на располагање. Због тога, Самос је у крајњим годинама рата добио поново своје привилегије назад.
Острво је поново пало под власт Персије 387. п. н. е., али га је Атина повратила 366. п. н. е.. 365. п. н. е. атички заповједник Тимотеј је након десет мјесеци опсаде главног града, успио да га освоји, из њега је протјерао цјелокупно становништво, а острво је окупирао атичким клерухијама, који су ту, како свједоче записи, чинили једну независну заједницу са посебном службом. Тек по смрти Александра Македонског острво је враћено Самирима (322. п. н. е.), уз помоћ Пердике.
Касније острво је привремено припадало Египту. Острво се скупа са Антиохом III Великим и Митридатом VI борило против Рима, а 84. п. н. е. је уједињено са римском провинцијом Азијом. Самос је био дио Римског царства, потом Источног римског царства а 1550. године и дио Османског царства, када је дошло до великих пљачки.
У грчкој ослободилачкој борби од 1821. код самоса су Грци предвођени Канарисом извојевали једну веома значајну морску битку против Турака, године (1824). Без обзира на то, по Лондонском протоколу из 1827. Самос је 1830. године предат Турцима, а 11. децембра 1832. године, проглашено је главним градом једне кнежевине, која је била под обавезом плаћања данка. Дакле од 1832. године острво је припадало турском вилајету Џезаир. Управа је била пренесена на острво. Острво је углавном припојено Турској ради плаћања пореза.
Децембра 1894. године на челу острва као гувернер, са насловом "кнез" (или принц) уместо дотадашњег Кататеодори паше, султановим ферманом је постављен Ђорђе паша Беровић. Тај "православац родом из Скадра" (Србин - националност се није смела навести) је ускоро дошао у своју резиденцију са супругом.
11. новембра 1912. услиједила је прокламација припајања Самоса Грчкој Краљевини. Као исход Балканских ратова (1913), Самос је поново постао дио Грчке. Острво је за вријеме Другог свјетског рата било опсједнуто италијанским трупама. 30. августа 1943. године у мјесту Кастанеа (Kastanéa) извршено је смакнуће 17 грчких устаника тзв. Андартес. Градови Вати (грч. Βαθύ) и Питагорио (грч. Πυθαγόρειο) су били бомбардовани у новембру 1943. године, од стране њемачких ваздушних снага.

## Привреда
Самос има веома повољне услове за развој пољопривреде (квалитетно земљиште, обиље воде), за разлику од других грчких острва. Такође острво је богато водом, иако је најдужа Река дугачка не више од 14 km. Типични производи са овог острва су дуван, вино, маслиново уље и плодови лимуна.
У погледу туризма, Самос је веома добро развијен. У свим мјестима острва изграђена је, у функцији развоја туризма, потребна инфраструктура. Плаже су углавном шљункасте и нису стрме и стјеновите, па су због тога честа одредница туриста који долазе са својим породицама. Чисте пјешчане плаже постоје само у мјесту Воцалакија (Votsalakia) и околини, или пак скроз на источној страни острва у мјесту Псили Амос (Psili Ammos). Ово источно мјесто је притом право туристичко одредиште. Уколико се човјек нађе на Самосу, а притом му годи друштво већег броја људи, требало би да обавезно посети ово источно мјесто.

## Археологија
Самос је пребогат рушевинама античке архитектуре.
Мјесто са највише археолошких ископина је Питагорио (грч. Πυθαγόρειο), у чијој близини се налази значајно античко светилиште Хереон (Heraion), које је посвећено богињи Хери. Најранији олтар је био саграђен почетком 1. вијека п. н. е. Касније је, током године, дограђиван осталим религиозним објектима. Такозвани Роикос олтар, који је у међувремену саграђен, представља један од најзначајнијих грчких олтара. Сличним поступком је и Херин храм стално изнова дограђиван и сваки пут је бивао већи. Тај храм у облику диптеруса још из Поликратовог времена, убраја се међу највеће грчке храмове.
Мало даље од тог мјеста са археолошким ископинама у предјелу античког градског зида који је изградио Поликрат (данас:Питагорио), се налази закривени тунел Еупалиноса. Овај тунел се данас често грешком убраја међу седам свјетских чуда.
Иначе на многим мјестима острва налазе се многобројни антички артефакти. Модерна мола је саграђена углавном на темељима из антике. Ту је ископана и гимназија града, као и остаци гимназији припадајућег стадиона. Постоје ископине и римских терми.

## Префектура и провинција Самос
Префектура Самос обухвата острво Самос, Икарију и малу групу острва Фурни, тј. Фурни Корсеон. Главни град префектуре је град Вати, који се такође понекад назива Самос. У том граду се налазе главне луке ове провинције.
Префектура Самос је такође издијељена у две провинције: Провинцију Самос и провинцију Икарија.